# Rambo: Do pekla a zpět
Rambo: Do pekla a zpět je americký akční film z roku 2008, režírovaný podle vlastního scénáře Sylvesterem Stallonem, jenž v něm hraje hlavní roli. Snímek je považován za nejkrvavější v celé sérii, celkově ve filmu zemře 236 lidí. Sám Rambo zabije 83 záporných postav, které mají na svědomí 113 mrtvých. Děj filmu se odehrává na území Karenského státu v Barmě, kde vládnoucí vojenská junta provádí genocidu místních obyvatel.

## Děj
Děj filmu se odehrává na území Karenského státu v Barmě, kde vládnoucí vojenská junta provádí genocidu místních obyvatel. Pomoci utlačovaným se vydává skupinka křesťanských misionářů, která žádá místního převozníka a bývalého amerického vojáka Johna Ramba o pomoc. Ten to z počátku odmítá, ale kvůli naléhání misionářky Sarah nakonec souhlasí s tím, že skupinu misionářů pouze převeze do Barmy. Na území Barmy je však celá skupina zajata Barmskou armádou a John Rambo je opět žádán o pomoc. Tentokrát převáží do Barmy skupinu žoldáků a sám se zapojuje do akce s cílem celou skupinu misionářů zachránit.

## Filmová série o Rambovi
1. Rambo: První krev (1982)
2. Rambo II (1985)
3. Rambo III (1988)
4. Rambo: Do pekla a zpět (2008)
5. Rambo: Poslední krev (2019)